# マレーシア・デイ
マレーシア・デイ (英語:Malaysia Day, マレー語: Hari Malaysia, 簡体字: 马来西亚日) は、1963年9月16日にマレーシア連邦が結成されたのを記念して、毎年同日に開催される。この日は、マラヤ連邦、北ボルネオ、サラワク、シンガポールがともにマレーシアを結成したことを祝う。

## 歴史
新しい連邦の結成は1963年6月1日に計画されたが、後に6度目の独立記念日にあたる同年8月31日に延期された。マレーシアの結成について、インドネシアやフィリピンといった近隣諸国に関係する複数の問題により、同年9月16日まで結成宣言が遅れた。この延期はまた、国際連合の調査団が北ボルネオ (現在のサバ州) とサラワクの新連邦参加をめぐる住民投票を実施する時間をとるためでもあった
。国際条約である1963年マレーシア連邦成立協定 (en:Malaysia Agreement) がイギリス、すでに1957年マラヤ連邦合意 (Federation of Malaya Agreement 1957) によって11の州として一つの国を形成していた マラヤ連邦、および同協定に参加しなかったサラワク、北ボルネオ (サバ州に改名) 、シンガポールとの間で調印されたことで、マレーシアの結成が可能となった。マレーシア連邦成立協定は、新しい憲法の下マレーシアという名称の新しい一つの国家において、連邦制によって国を構成する各州の諸条件を提示している。マレーシア法案、サラワク誓言、サバ誓言、シンガポール誓言は、この協定の下で全ての構成州の合意によって作成された。マレーシア法案は1963年7月9日にマレーシア議会に提出、同年8月29日に当時のマレーシアの国王であるトゥアンク・サイイド・プトラに承認された。
マレーシアの形成に先立ち、サラワクは1963年7月22日にイギリスより自治行政を獲得、北ボルネオは独立記念日である同年8月31日に自治行政を開始した。
2010年以来、マレーシア・デイは祝日となっている。

## 大衆文化
Malaysia Foreverという曲が、マレーシア結成を祝うために1963年9月16日にカナダ人のBobby Gimbyによって作られた。彼には「カナダのハーメルンの笛吹き男」というニックネームが与えられているが、これはトゥンク・アブドゥル・ラーマン首相が彼を「カナダからやって来たハーメルンの笛吹き男」と呼んだことにちなんでいる。この曲は、クアラルンプールとシンガポールでレコーディングされた。この曲は2分の長さで、シンガポールのメリーモント専門学校合唱団によって歌わたフォークソングである。マレーシア結成に先立ち、この曲は学校の生徒たちに教えられ、マレーシア全土でラジオ放送されるとすぐにヒット曲となった。